# Tremblement de terre (film)
Pour les articles homonymes, voir Tremblement de terre (homonymie).
Pour plus de détails, voir Fiche technique et Distribution.
Tremblement de terre (Earthquake) est un film américain réalisé par Mark Robson, sorti en 1974.
L'intrigue raconte la destruction de Los Angeles par plusieurs tremblements de terre, faisant du film l'un des premiers du genre catastrophe. Lors de sa sortie la majorité des salles projetant le long-métrage exploitent pour la première fois le dispositif d'effets spéciaux sonores Sensurround, censé faire ressentir les vibrations d'un séïsme aux spectateurs.

## Synopsis
Un matin de printemps, les habitants de Los Angeles commencent une journée semblable aux autres. Stewart Graff, ingénieur en chef d'une entreprise de construction, vient une nouvelle fois de se disputer avec sa femme. Le policier Lew Slade et son adjoint Chavez poursuivent un chauffard. Au même instant, la terre se met à trembler légèrement. Deux scientifiques, le docteur Willis Stockle et l'étudiant Walter Russell, sont persuadés que cette première secousse n'est que le prélude à un véritable tremblement de terre, beaucoup plus dévastateur dans les prochaines heures. Pour éviter de paniquer la population et dans l'impossibilité de faire évacuer les millions d'habitants, les autorités refusent d'alerter le public. Le séïsme connaît dès lors une intensité historique supérieure à la valeur 7, provoquant d'immobrables victimes, dégâts majeurs sur les bâtiments et le désarroi de la population confrontée à ce calaclysme majeur.

## Fiche technique
- Titre : Tremblement de terre
- Titre original : Earthquake
- Réalisation : Mark Robson

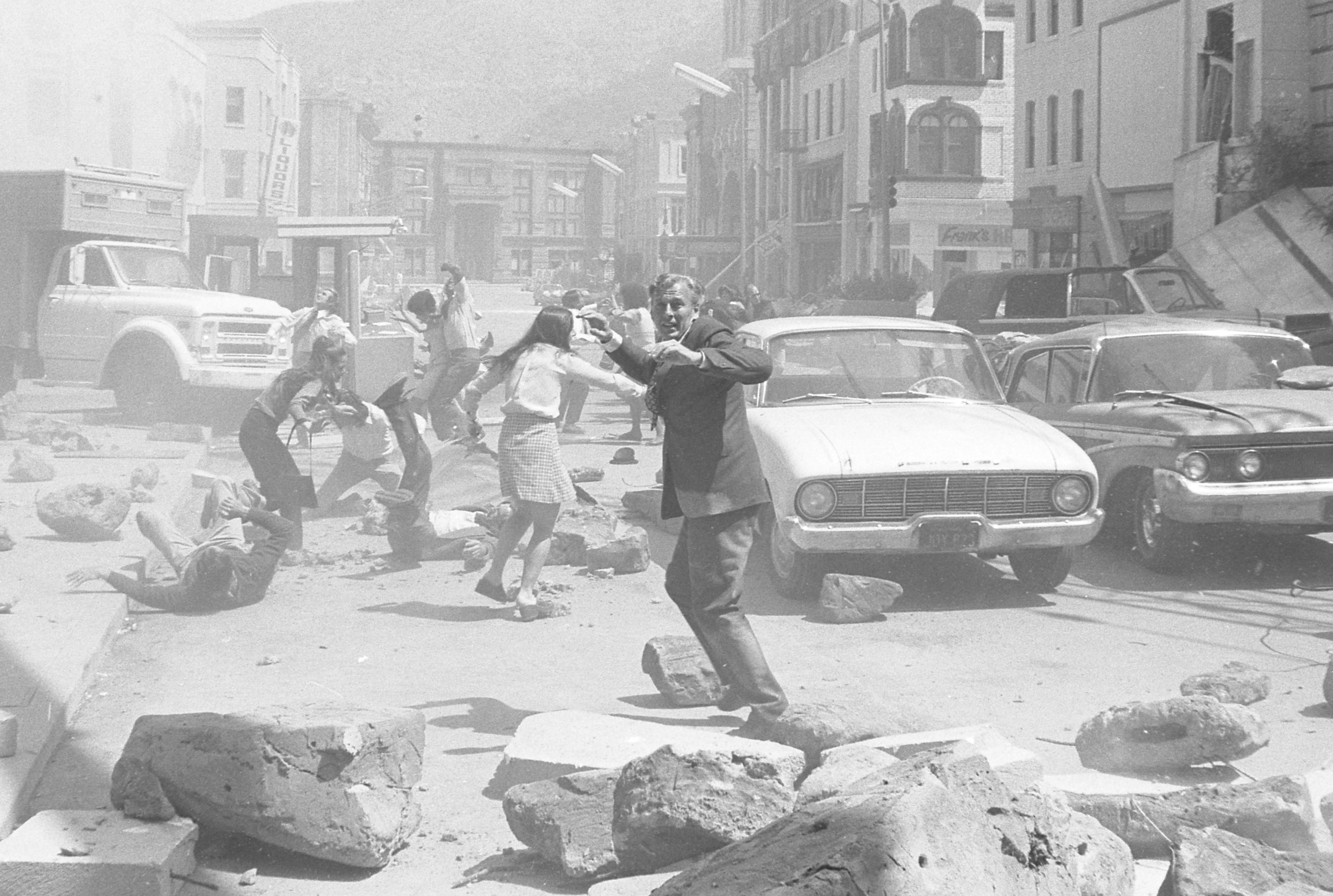
Photo extraite du film.

- Scénario : George Fox et Mario Puzo
- Production : Mark Robson
- Société de production : Universal Pictures
- Photographie : Philip Lathrop
- Musique : John Williams
  - Musique additionnelle : C'est si bon d'Henri Betti (1947).
- Direction artistique : E. Preston Ames
- Décors : Alexander Golitzen
- Costumes : Burton Miller
- Montage : Dorothy Spencer
- Effets spéciaux : Frank Bendel et Jack McCasters
- Budget : 7 millions $ (estimation)
- Pays de production :  États-Unis
- Langue : anglais
- Format : couleurs Technicolor - ratio 2,35:1 Cinémascope
- Genre : catastrophe, drame
- Durée : 123 minutes
- Dates de sortie :
  - États-Unis : 15 novembre 1974
  - Royaume-Uni : 28 novembre 1974
  - France : 12 février 1975
- En exploitation, le film est projeté avec le procédé Sensurround dont les immenses enceintes propagent dans la salle de très basses fréquences de 17 à 35 hertz à l'intensité considérable de 110 décibels, notamment au moment des secousses telluriques par l'intermédiaire de haut-parleurs et ampliificateurs de très forte puissance. Ces équipements labellisés Universal sont installés sous l'écran ainsi qu'en fond de salle. Trois autres films américains, La Bataille de Midway (1976), Le Toboggan de la mort (1977) et Galactica (1978), utilisent également l'effet Sensurround ; mais les nuisances sonores engendrées dans les salles et immeubles voisins, n'encouragèrent pas la poursuite de l'exploitation du système en outre facturé très cher aux exploitants. De plus, pour protéger l'audition des personnes, les seuils d'intensité sonores sont désormais limités par la règlementation en France, en Europe et dans d'autres pays du monde[1].

## Distribution
- Charlton Heston (VF : Raymond Loyer) : Stewart Graff, architecte
- Ava Gardner (VF : Paule Emanuele) : Remy Royce-Graff, fille de Sam et épouse de Stewart
- George Kennedy (VF : André Valmy) : Sgt. Lew Slade, officier de Police
- Lorne Greene (VF : Raoul Curet) : Sam Royce, PDG d'une société de construction
- Geneviève Bujold (VF : Brigitte Morisan) : Denise Marshall, jeune comédienne, devient la maîtresse de Stewart
- Richard Roundtree (VF : Med Hondo) : Miles Quade, cascadeur amateur
- Marjoe Gortner (VF : Jacques Ferrière) : Jody Joad, commerçant puis militaire réserviste
- Barry Sullivan (VF : Jacques Berthier) : Dr Willis Stockle, sismographe
- Lloyd Nolan (VF : Jean-Henri Chambois) : Dr James Vance, docteur en médecine
- Victoria Principal (VF : Sylvie Feit) : Rosa Amici, jeune femme sexy
- Walter Matthau (VF : Jacques Hilling) : l'ivrogne
- Monica Lewis (VF : Jeanine Freson) : Barbara
- Gabriel Dell (VF : Jacques Richard) : Sam Amici, frère de Rosa et partenaire de Miles
- Pedro Armendáriz Jr. (VF : Bernard Murat) : officier Emilio Chavez
- Lloyd Gough (VF : Daniel Brémont) : Bill Cameron
- John Randolph (VF : Jean Violette) : Lewis, le maire de Los Angeles
- Kip Niven (VF : Georges Poujouly) : Walter Russell
- Scott Hylands (VF : Francis Lax) : Max
- Tiger Williams : Corry Marshall
- Donald Moffat (VF : Jean-François Laley) : Dr Harvey Johnson
- Jesse Vint (VF : Jacques Balutin) : Buck
- Alan Vint (VF : Sady Rebbot) : Ralph
- Lionel Johnston (VF : Bernard Murat) : Hank
- John Elerick (VF : François Leccia) : Carl Leeds
- John S. Ragin (VF : Jacques Dynam) : le chef de la police de Los Angeles
- George Murdock (VF : Jean Berger) : le colonel
- Donald Mantooth : Sid
- Michael Richardson : Sandy
- Bob Cunningham (VF : Jean Lagache) : Dr. Frank Adams
- Gene Dynarski (VF : Raoul Delfosse) : Fred
- Bob Gravage (VF : Michel Gatineau) : M. Griggs
- H.B. Haggerty (VF : Georges Atlas) : un joueur de billard
- Dave Morick (VF : Jacques Deschamps) : un technicien de Los Angeles
- Joan Blair (VF : Monique Thierry) : la femme du prêteur sur gages (version TV)

## Récompenses
Tremblement de terre a remporté deux Oscars en 1975. 
- Oscar du meilleur son : Ronald Pierce, Melvin Meldalfe Sr.
- Oscar des meilleurs effets visuels : Frank Brendel, Glen Robinson, Albert Whitlock.

Il a été nommé pour trois autres Oscars la même année. 
- Oscar de la meilleure direction artistique : E. Preston James.
- Oscar de la meilleure photographie : Philip Lathrop.
- Oscar du meilleur montage : Dorothy Spencer.

## Autour du film
- Le tournage s'est déroulé du 11 février au 9 mai 1974.

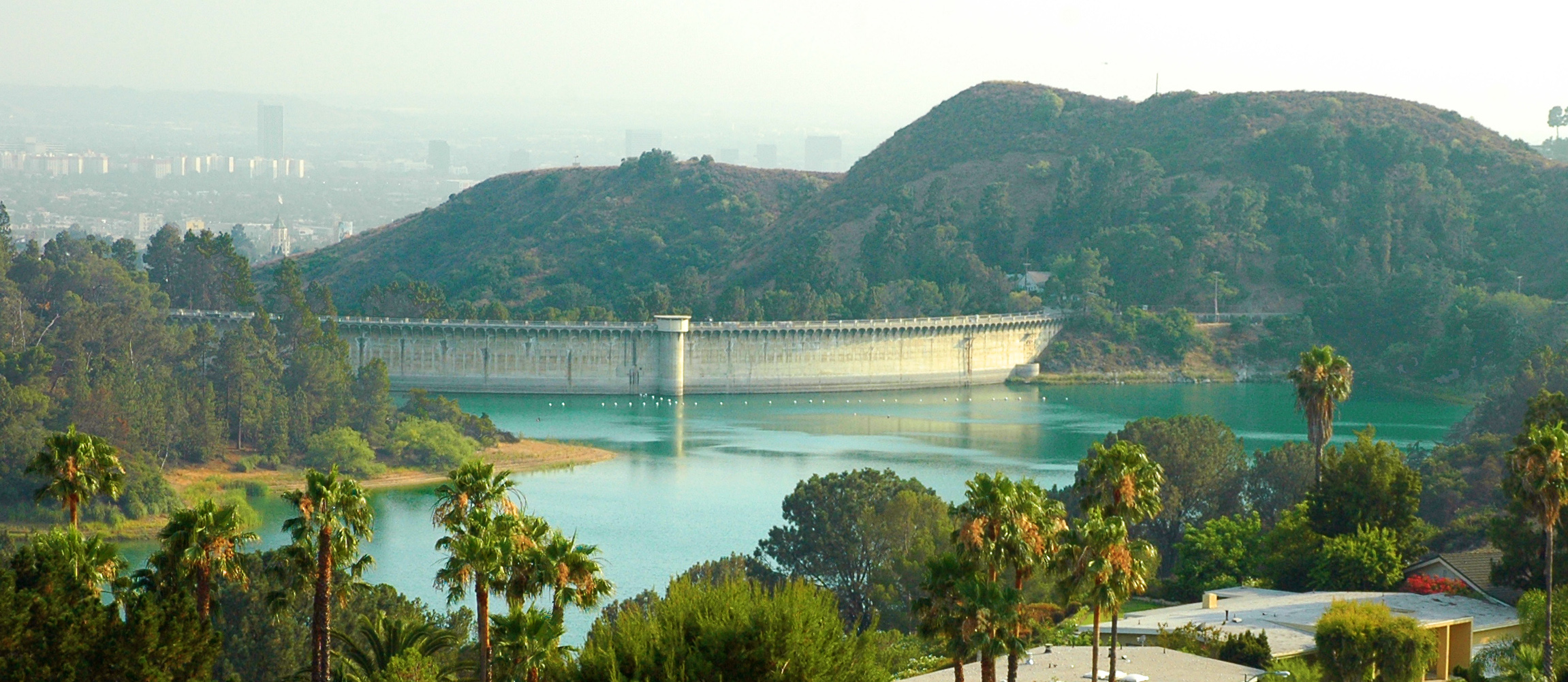
Le barrage qui risque de céder dans le film

- Le film comporte des passages d'entrecroisement. Par exemple, on aperçoit le 4x4 de Stewart emprunter une rue avant d'être doublé par le voyou pourchassé par le sergent Slade, laissant ainsi place à une séquence de course-poursuite. Plus tard, alors que Miles Quade se prépare à s'entraîner sur sa cascade à moto, Corey passe avec son vélo en admirant le circuit.
- Lorsque le film est passé au Grauman's Chinese Theatre de Hollywood, en 1974, le son de basse Sensurround a été tellement lourd que des morceaux de plâtre sont tombés sur les spectateurs. Il fallut installer un filet de sécurité en dessous de l'ornementation en cas de nouveaux dégâts. Cette nouvelle a été annoncée dans les journaux locaux de l'époque mais certains ont soupçonné que cet événement n'était qu'une rumeur destinée donner une publicité au film.
- Le 20 mars 1975, après avoir été à l'affiche 13 semaines au Grauman's Chinese Theatre récoltant 1,33 million d'USD, le film Tremblement de terre déménage de l'autre côté de la rue au Hollywood Paramount Theatre pour 13 semaines supplémentaires, Universal organisant une nouvelle cérémonie avec les acteurs et simule le transfert des bobines sur un tapis rouge de 90 m de long[2].
- Ava Gardner a fait certaines de ses cascades elle-même, surtout dans la scène où il lui faut éviter les blocs de béton et les tubes en acier lourd tombant du gratte-ciel.[réf. nécessaire]
- Le balancement du gratte-ciel a été fait par des déformations de son reflet dans un miroir.
- Le film que Rosa regarde au moment où débute le tremblement de terre est L'Homme des Hautes Plaines.
- Ava Gardner, qui joue la fille du personnage interprété par Lorne Greene, n'a en réalité que sept ans de moins que l'acteur.
- Une suite, intitulée Tremblement de terre 2, était prévue mais n'a jamais été tournée. Elle devait mettre en vedette George Kennedy, Victoria Principal, Richard Roundtree et Gabriel Dell et l'histoire était censée se dérouler à San Francisco.
- Walter Matthau est inscrit au générique sous le nom fantaisiste - qu'il avait créé par rapport à ses origines russes - de Walter Matuschanskyasky, son vrai nom étant Matthow.
- Dans le script original, Charlton Heston devait sortir vivant de la scène finale de l'inondation dans les égouts. C'est lui qui a insisté pour faire mourir son personnage[3].

## Anecdote
Le passage de l'employé qui se retrouve suspendu à la poutre sera réutilisé dans l'épisode L'enfer du Disco de la série Code Quantum. Sam Beckett (Scott Bakula) se retrouve dans la peau du cascadeur qui effectue l'acrobatie sur la scène. La cascadeuse faisant la première femme tombant (brune habillée en tailleur rose) lui affirme au passage qu'ils avaient déjà travaillé ensemble sur les cascades de la salle à manger dans L'Aventure du Poséidon. En apercevant Lorne Greene sur le bord du mur percé, Al Calavicci (Dean Stockwell) le fixe en disant « C'est Ben Cartwright ! », rôle que Greene a tenu dans la série Bonanza. Par ailleurs l'action de cet épisode se déroule en 1976, ce qui constitue un anachronisme, le film étant sorti deux ans plus tôt.

## Erreur
Lorsque Sam Royce tente d'attraper l'employé suspendu à la poutre, il lui tend la main droite sur le plan large alors que sur le gros plan qui suit, il lui tend la gauche.